# Doença de Paget do osso

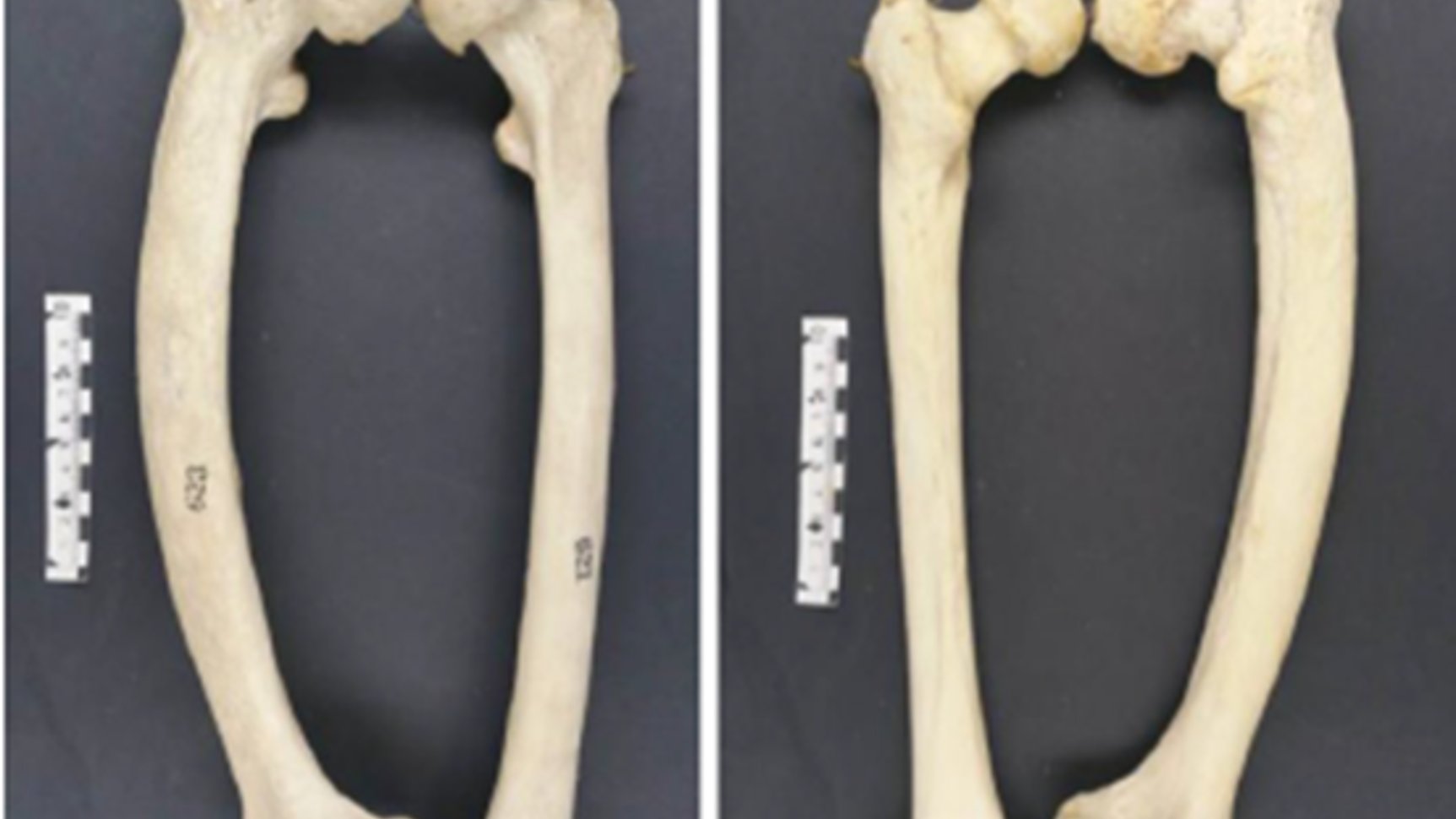
Fémures de um indivíduo com sexo e idade desconhecida. Fémur direito afetado pela doença de Paget. Fémur esquerdo saudável. A. vista anterior, B. vista posterior. Os ossos pertencem ao Museu de História Natural de Viena, Áustria (Adaptado de: Valenzuela e Pietschmann, 2017).

Em 1877 com o trabalho “On a form of chronic inflamation of bones (osteitis deformans)”, James Paget mostra os seus resultados sobre uma doença do esqueleto que considera ser rara (Paget, 1877). Atualmente, a “osteíte deformante” é conhecida por doença de Paget do osso, caracterizada pelo aumento de remodelação óssea apresentando um padrão desorganizado de osso imaturo (woven bone) e osso lamelar (Tan e Ralston, 2014; Kravets, 2018). Tal deve-se a uma irregularidade na reabsorção óssea pelos osteoclastos que provoca um excesso de remodelação óssea (Kravets, 2018). Deste modo, o osso ganha um aspeto característico pois aumenta em tamanho, fica menos compacto com maior vascularização e, portanto, mais frágil (Kravets, 2018).  Na doença de Paget existem pacientes assintomáticos (Tan e Ralston, 2014; Kravets, 2018), e as causas que a provocam ainda não estão definidas com certeza (Kravets, 2018)

## Sinais e sintomas
Julia F. Charles e colaboradores (2018) fazem uma síntese detalhada dos sintomas da doença de Paget do osso, sendo o mais comum a dor no osso afetado que não é aliviada com repouso ou movimento. Pode haver a sensação de calor devido à maior vascularização em sítios como o crânio ou tíbia (Charles et al., 2018). Pode acontecer um encurvamento do fémur ou tíbia que tem tendência para provocar o encurtamento do membro e deste modo acrescenta um stresse mecânico e as articulações adjacentes ao osso afetado podem desenvolver artrite secundária (Charles et al., 2018)
Dores nas costas normalmente devem-se ao foco da doença de Paget nas vértebras que contribui com o aumento do seu tamanho e também com a probabilidade de acontecerem fraturas de compressão, podendo tal resultar num desvio anormal da coluna. Pode acontecer o estreitamento do canal da espinal medula constringindo os nervos nas vertebras lombares- estenose espinhal lombar-, resultando em dor e até possível prejuízo na função motora (Charles et al., 2018).
Os sintomas mais comuns quando é o crânio o foco da doença de Paget são: aumento do tamanho do crânio, sensação de pressão dolorosa à volta da cabeça, perda de audição provavelmente devido ao envolvimento do osso temporal. Pode provocar deformidades a nível facial e dentário (Charles et al., 2018).
Existe possibilidade de fraturas, especialmente nos ossos longos, gravemente afetados por lesões líticas. Pequenas fissuras assintomáticas são mais comuns entre os pacientes, que podem permanecer estáveis durante muito tempo, contudo existe a probabilidade de culminar em fraturas (Charles et al., 2018).

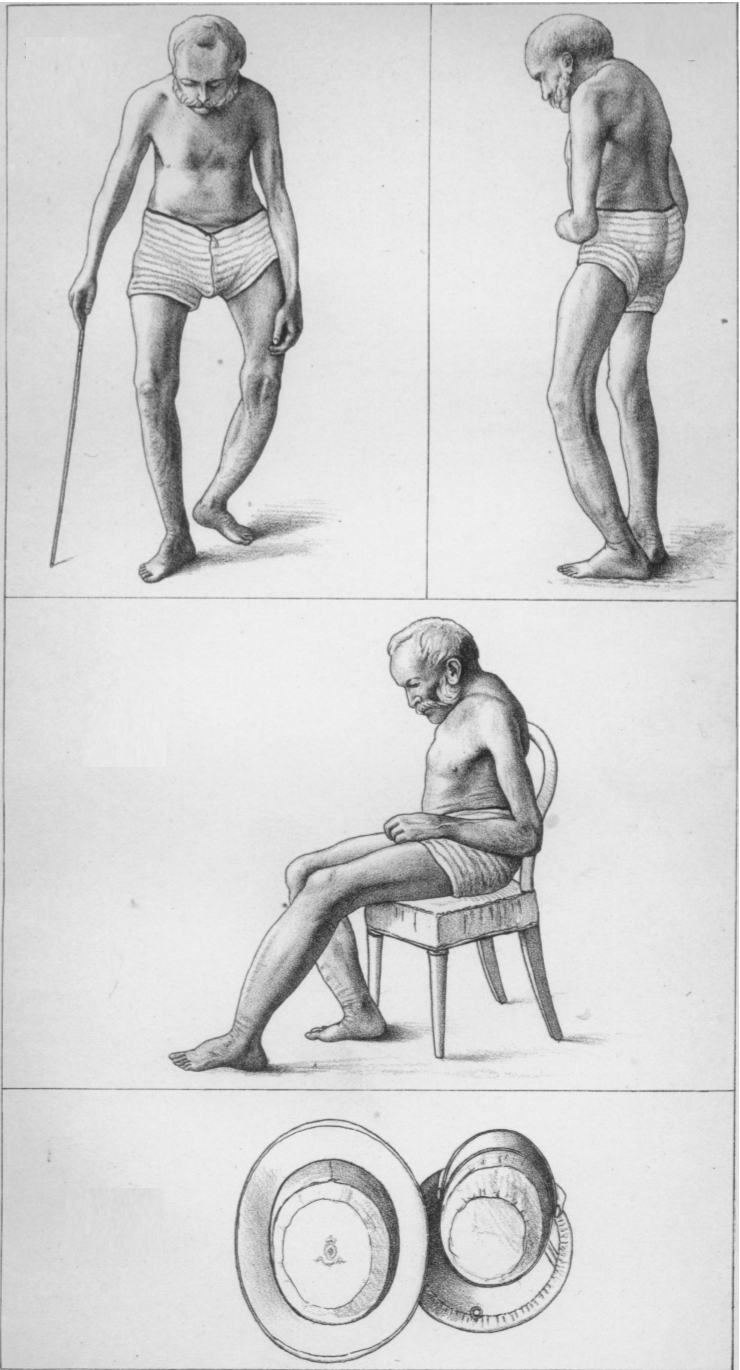
Desenhos do primeiro paciente observado por James Paget. É percetível a deformação dos membros inferiores e da coluna (Adaptado de: Paget, 1877).

## Causas
Certas mutações do gene SQSTM1 são desde 2002 relacionadas com a presença da doença de Paget do osso, a mais comum denomina-se por Pro392Leu (Singer, 2015). O gene SQSTM1 codifica a proteína p62 que é importante na função reguladora dos osteoclastos (Kravets, 2018), sendo a mutação Pro392Leu denominada mutação única não conservadora (Singer, 2015), provoca a troca de um alelo com efeitos na codificação do aminoácido final, assim, podendo afetar a regulação de osteoclastos. Esta condição exibe um padrão autossómico dominante de transmissão com ‘penetrância incompleta’ (Kravets, 2018) o que significa grande probabilidade de transmissão para os descendentes mas que a existência da mutação não significa necessariamente que irá desenvolver a doença, tal poderá dever-se também a outros fatores como o estilo de vida e fatores ambientais combinados com a parte genética (U.S National Library of Medicine, 2020). Portanto, esta doença tem uma forte componente genética, sendo que mutações no gene SQSTM1 são encontradas com uma frequência de até 50% em indivíduos onde existe historial familiar da sua ocorrência, no caso dos indivíduos diagnosticados sem casos na família observa-se uma frequência entre os 5 e os 10% de mutações (Kravets, 2018)
Outros loci foram identificados como potenciais concorrentes que permitem a suscetibilidade da doença de Paget do osso devido à finalidade da codificação de proteínas que influenciam a fisiologia óssea ou pela sua expressão ocorrer no osso. Pensa-se que os genes CSF1, OPTN, DCSTAMP e TNFRSF11A poderão ter variantes que afetam em 67% a probabilidade de se possuir a doença de Paget e ainda, polimorfismos que ocorram em TNRFSF11A, podem expandir as mutações do gene SQSTM1, o que resulta num agravamento da doença (Singer, 2015).
A causa da doença de Paget do osso também tem sido associada ao sarampo. Estudos começaram a associar infeções provocadas por um paramixovírus com a doença de Paget pois nos osteoclastos de pacientes encontraram estruturas idênticas de nucleocapsídeos deste tipo de infeções (Singer, 2015; Charles et al., 2018; Kravets, 2018), assim como, a presença do antigénio do sarampo que não se encontrava em pacientes que padeciam de outra doença óssea (Charles et al., 2018). Testes em ratos apoiam a conexão entre a mutação Pro392Leu e nucleocapsídeos de sarampo, pois quando introduzidas nas cobaias estas desenvolveram a doença de Paget do osso (Singer, 2015; Charles et al., 2018; Kravets, 2018). O facto de ter havido um decréscimo no diagnóstico da doença de Paget após a descoberta da vacina contra o sarampo é um fator a considerar sobre a ligação destas duas doenças (Singer, 2015). Há, no entanto, discordância na comunidade científica quanto ao papel do sarampo na doença de Paget devido à ausência de evidência do vírus nos ossos estudados por certos investigadores (Singer, 2015). Portanto, a hipótese mais segura de momento, sobre a causa da doença de Paget do osso, assenta na possibilidade de uma infeção por um paramixovírus lenta, combinada com a suscetibilidade genética de cada indivíduo, acrescentando a atribuição de fatores ambientais, visto que se notou uma redução da incidência da doença com uma melhor nutrição, menor contacto com infeções e um estilo de vida que proporcione um menor desgaste dos ossos provocado por atividades físicas, e, portanto, diminuindo o risco de lesões ósseas (Kravets, 2018). 

## Patogénese
Em termos de patogénese da doença de Paget, a característica principal é o aumento da atividade dos osteoclastos, levando-os a aumentar em número e em tamanho (Kravets, 2018). O decorrer da doença de Paget consiste em 3 fases (Kravets, 2018) distintas, de remodelação óssea excessiva (Reasoner et al., 2020). A primeira fase é osteolítica, seguindo-se uma fase osteoblástica e osteolítica, terminando com uma fase esclerótica (Kravets, 2018). A primeira fase é dominada pelos osteoclastos (Reasoner et al., 2020), levando a reabsorção óssea intensa bem como hipervascularização (Kravets, 2018). Na segunda fase, uma vez que é mista, ocorre um aumento da produção de matriz óssea pelos osteoblastos, e também reabsorção óssea pelos osteoclastos (Kravets, 2018; Reasoner et al., 2020). Apesar de existir a produção de matriz óssea, a sua mineralização é eficiente (Kravets, 2018). Como resultado, o osso lamelar (osso maduro) acaba por ser substituído por osso imaturo (Kravets, 2018). Na última fase, a reabsorção óssea diminui gradualmente, levando a osso denso, esclerótico e “desorganizado” (Kravets, 2018). Este osso resultante é mais fraco do que o normal (Kravets, 2018). As três fases podem estar simultaneamente em diferentes partes do esqueleto (Kravets, 2018).
Quando esta patologia envolve apenas um osso, é denominada de monostótica, poliostótica quando envolve vários ossos (mais comum) e, merostótica quando envolve apenas uma porção de um osso (Rossetti et al., 2018).

## Diagnóstico

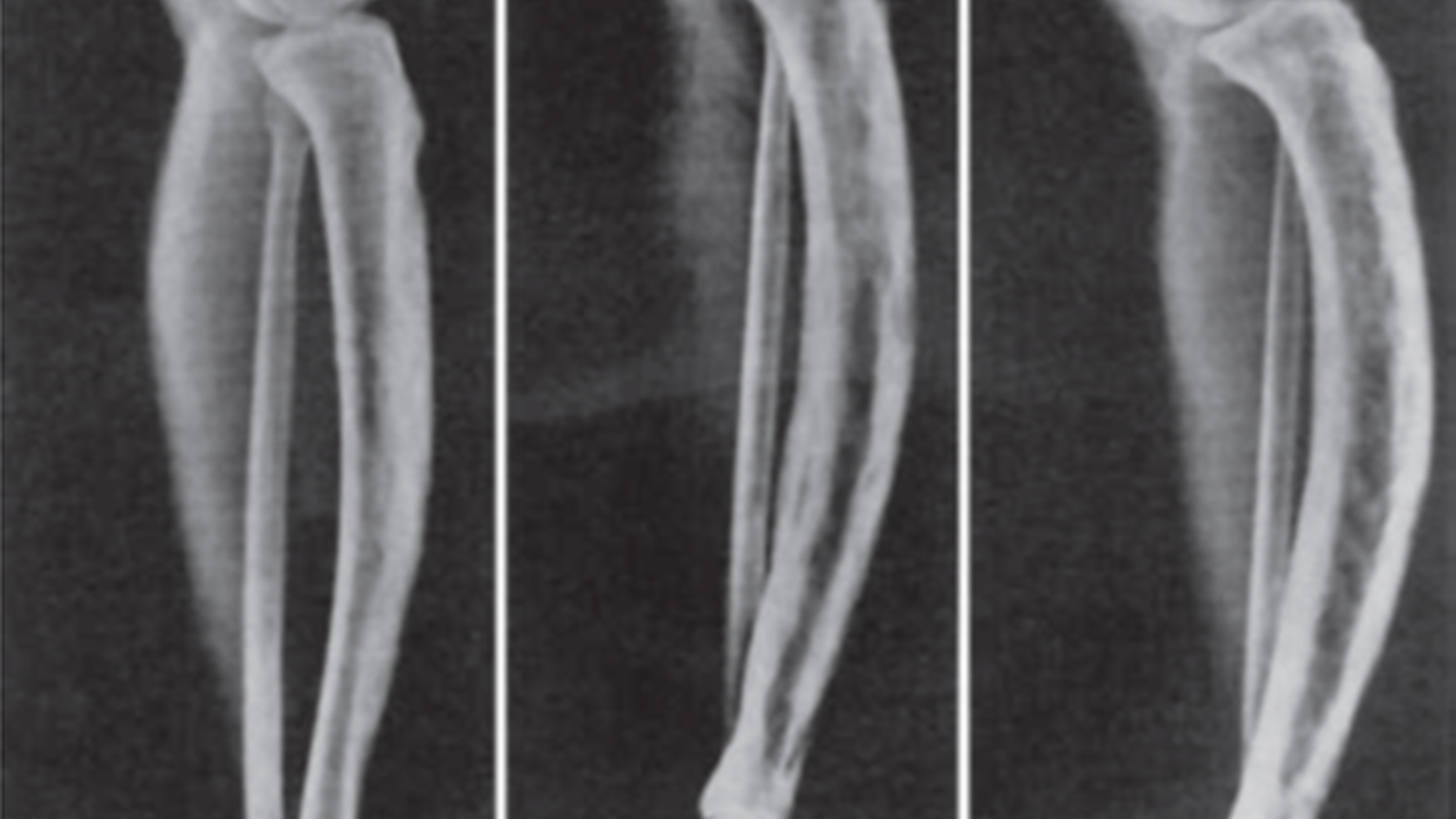
Evolução da doença de Paget, na tíbia direita, num paciente não tratado, ao longo de 23 anos (Adaptado de: Singer, 2009).

O diagnóstico da doença de Paget é suportada por testes laboratoriais e imagens radiológicas (Menéndez-Bueyes et al., 2017). Em testes laboratoriais, nota-se um nível elevado de fosfátase alcalina marcador de formação e reabsorção óssea (Menéndez-Bueyes et al., 2017). O estudo radiológico deve ser realizado para determinar a extensão da deformidade, detetar possíveis fraturas e áreas de destruição óssea e, também, para avaliar as articulações (Kravets, 2018). Assim, geralmente é encontrado um aumento local de osso com alterações da espessura do osso cortical e a coexistências de lesões osteolíticas e osteoblásticas (Menéndez-Bueyes, et al., 2017). Estas manifestações costumam ocorrer em um ou mais ossos (Singer 2015). No crânio encontram-se lesões osteolíticas resultantes de osteoporose circunscrita e nas vértebras é possível ver engrossamento do osso cortical (Kravets, 2018).
Pessoas com a doença de Paget, que apresentam fraturas e sofrem de mobilidade reduzida, podem apresentar níveis de cálcio e fósforo elevados (Kravets, 2018). 
Como diagnóstico diferencial da doença de Paget, existem a metástases ósseas, doença de Paget juvenil e a forma familiar de osteólise expansiva (Kravets, 2018). 

### DiagnósticoPaleopatológico
Sem análises bioquímicas e exames ósseos, o diagnóstico da doença de Paget é complicado (Rossetti et al., 2018). Como estes testes não podem ser realizados em restos ósseos, o diagnóstico diferencial para esta doença baseia-se em análises macroscópicas, microscópicas e radiográficas (Rossetti et al., 2018).
Apesar de existir uma preferência pelo esqueleto axial, o esqueleto apendicular também é afetado com a doença de Paget (Ribeiro et al., 2018). Assim, os ossos mais afetados são o sacro, vértebras, fémur, crânio, esterno, coxal, clavícula, tíbia, fíbula, costelas e úmero (Ribeiro et al., 2018). As lesões ósseas mais comuns passam pelo engrossamento do crânio e das diáfises dos ossos longos, que podem também podem curvar (Kesterke e Judd, 2019). Não há envolvimento das superfícies articulares epifisárias (Kesterke et al., 2019). Os ossos podem apresentar um aspeto de pedra-pomes tanto na secção transversal como na superfície externa do osso cortical (Kesterke e Judd, 2019).

### Diagnóstico Diferencial Paleopatológico
Como diagnóstico diferencial paleopatológico podem ser consideradas as seguintes patologias: osteomalacia, sífilis venérea, leontíase óssea, hiperostose frontal interna (Ribeiro et al., 2018), displasia fibrosa e cancro metastático (Rossetti, et al.,2018).

## Tratamento
A maioria das pessoas com doença de Paget são assintomáticas, assim, não necessitam de tratamento (Kravets, 2018). Nos doentes sintomáticos podem ser administrados bifosfonatos (Singer, 2009; Kravets, 2018). Para os pacientes intolerantes, é recomendado a calcitonina (Kravets, 2018). No caso de crescimento excessivo no crânio, coluna ou fraturas pode ser necessário recorrer à cirurgia (Singer, 2009).

## Prognóstico
Apesar da doença de Paget ser frequentemente assintomática, os doentes apresentam alguns problemas como dores nos ossos, osteoartrite secundária e consequentemente deformidades ósseas adjacentes à articulação, e fraturas (Michou e Brown, 2016). Apesar de ser cada vez menos frequente, pode também desenvolver-se cancro dos ossos (Michou e Brown, 2016). Podem também ocorrer complicações cardiovasculares e neurológicas, no caso do envolvimento do crânio e de uma ou mais vértebras (Michou e Brown, 2016).
O tratamento com bifosfonatos é eficaz a tratar as dores (Michou e Brown, 2016). No entanto, provavelmente não melhora a perda de audição e não corrige a curvatura dos ossos (Kravets, 2018).  

## Epidemiologia
A seguir à osteoporose, a doença de Paget é a doença óssea metabólica mais comum (Michou e Orcel, 2016; Valenzuela e Pietschmann, 2017).

### Idade
A manifestação e a prevalência da doença de Paget está intimamente relacionada com a idade dos indivíduos (Michou e Orcel, 2016). O diagnóstico é raro antes dos 50 anos (Valenzuela e Pietschmann, 2017). A prevalência é de 3% em indivíduos com mais de 55 anos e sobe para mais de 6% em idades superior a 80 anos, segundo estudos realizados na Europa, América do Norte, Austrália e Nova Zelândia (Michou e Orcel, 2016). 

### Sexo
Esta doença afeta indivíduos de ambos os sexos, contudo é mais frequente no sexo masculino (Michou e Orcel, 2016; Valenzuela e Pietschmann, 2017).

### Distribuição Geográfica e Etnicidade
Dados paleopatológicos revelaram que a doença de Paget existe na Europa Ocidental há pelo menos 2000 anos (Mays, 2010). Os primeiros casos conhecidos datam do período Romano, com grande prevalência no território da Grã-Bretanha (Cundy, 2018).
Esta patologia é mais frequente na Europa, principalmente em países cuja população tem origem anglo-saxónica, como o Reino Unido e a Alemanha (José et al., 2008; Michou e Orcel, 2016). Na América, Austrália e Nova Zelândia a grande maioria dos casos reportados são em pessoas com ascendência europeia (José et al., 2008; Michou e Orcel, 2016).
Contudo estudos recentes na Nova Zelândia, revelaram que há cada vez mais novos casos diagnosticados em indivíduos com ascendência asiática (Cundy, 2018). Pesquisas na África do Sul revelaram prevalência similar entre indivíduos descendentes de Europeus e de Africanos (Cundy, 2018). 

### Mudança de Paradigma
Novas pesquisas demonstram que a severidade, prevalência e incidência desta doença tem sofrido um decréscimo nos últimos 25-30 anos (Michou e Orcel, 2016; Valenzuela e Pietschmann, 2017). Apesar da etiologia desconhecida da doença, fatores ambientais são apontados como as causas mais prováveis para esta redução (Michou e Orcel, 2016; Cundy, 2018).
É de realçar que o facto da doença de Paget ser frequentemente assintomática prejudica os estudos epidemiológicos (Michou e Orcel, 2016).
Não há dados sobre a prevalência atual da doença no contexto português.

## História
Esta patologia foi descrita pela primeira vez pelo cirurgião e patologista britânico James Paget, em 1877, tendo sido à época classificada como uma inflamação crónica dos ossos e consequentemente denominada osteitis deformans (osteíte deformante) (Paget, 1877; Valenzuela e Pietschmann, 2017).
Devido à sua raridade, os dados necessários para a categorizar como uma condição patológica eram escassos, tendo sido comummente classificada como hiperosteose ou osteoporose (Paget, 1877).
Paget acompanhou ao longo de vários anos, cinco indivíduos do sexo masculino, de meia idade, aparentemente saudáveis, que começaram, lentamente, a sofrer alterações no tamanho, forma e direção de alguns ossos (Paget, 1877; Valenzuela e Pietschmann, 2017; Cundy, 2018). Os ossos mais afetados eram os dos membros inferiores e do crânio. A deformação óssea era acompanhada de dores nos membros afetados e fraturas, não havendo complicações adicionais para a saúde (Paget, 1877; Cundy, 2018).
Paget concluiu que a doença afetava mais frequentemente os ossos longos dos membros inferiores e o crânio, de forma simétrica. Os ossos aumentavam de tamanho, devido ao engrossamento do periósteo. Consequentemente, devido ao peso do corpo, ossos como as vértebras, a tíbia e o fémur acabavam por se tornar mais frágeis e adotavam uma posição curva (Paget, 1877).
Após as observações realizadas, James Paget propôs três hipóteses possíveis de diagnóstico: Tumor, hipertrofia ou inflamação crónica. Apenas a última era plausível (Paget, 1877).

## Doença óssea de Paget no registo paleopatológico em Portugal
A doença de Paget é rara no contexto arqueológico português (Ribeiro et al., 2018). 
Um indivíduo do sexo feminino da Coleção de Esqueletos Identificados de Évora apresentava alterações e espessamento ósseo, principalmente no crânio, nas tíbias e nos fémures, compatíveis com a doença óssea de Paget (Ribeiro et al., 2018).
Em Silveirona, Estremoz, foi exumado um indivíduo do sexo masculino, do período visigótico, com alterações ósseas, sendo de destacar os fémures extremamente encurvados e a espessura anormal do crânio, indicadoras da doença óssea de Paget (Santos, 1999/2000).

### Península Ibérica
É possível saber que Espanha, comparada com outros países da Europa, tem uma prevalência média-baixa desta doença- entre 0,9% e 1,3% na população acima de 65 anos (Valenzuela e Pietschmann, 2017).

### Brasil
Dados obtidos em pesquisas no Brasil indicam que a maioria dos indivíduos afetados por esta doença têm ancestralidade europeia, em particular portuguesa ou holandesa (José et al., 2008; Michou e Orcel, 2016).